# Masterskaya
«Masterskaya» — музичний рекорд-лейбл, заснований Іваном Дорном.
Першим у каталозі лейблу став сингл Дорна «Лимонадный». У 2019 році команда проєкту заснувала власний «Будинок культури», що має три студії звукозапису та концертний зал. Після вторгнення російських військ на територію України лейбл закрив доступ до музичного каталогу слухачам з Росії й Білорусі.

## Артисти
На лейблі випущено альбоми таких виконавців:
- YUKO[7]
- Constantine
- Гурт [O][8][9]
- Іван Дорн
- Cream Soda.